# Faramea guianensis
Faramea guianensis là một loài thực vật có hoa trong họ Thiến thảo. Loài này được (Aubl.) Bremek. mô tả khoa học đầu tiên năm 1934.